# Взлётно-посадочные характеристики
Взлётно-поса́дочные характери́стики — совокупность лётно-технических характеристик, определяющих безопасные взлёт и посадку (в соответствии с условиями устойчивости и управляемости) летательного аппарата, а также необходимые характеристики аэродрома или взлётно-посадочной площадки.

## Состав
Для самолётов основными взлётно-посадочными характеристиками являются:
- длина разбега — путь, проходимый воздушным судном от начала движения до точки отрыва[4];
- скорость отрыва — скорость воздушного судна в момент отрыва его шасси от взлётно-посадочной полосы (ВПП)[5];
- взлётная дистанция — расстояние по горизонтали, которое воздушное судно проходит от точки старта до достижения определённой высоты;
- посадочная дистанция — расстояние по горизонтали, которое воздушное судно проходит от точки начала выполнения посадки до своей полной остановки;
- посадочная скорость — скорость воздушного судна в момент касания его шасси поверхности ВПП[6];
- длина пробега — путь, проходимый воздушным судном от точки касания ВПП до его полной остановки[7].

Эти характеристики применимы для нормальных условий взлёта и посадки, при нормированном ветре по скорости и направлению, а также при отказе одного из двигателей.
Требования к взлётно-посадочным характеристикам представляют собой важный аспект технических требований к летательному аппарату. Они обеспечиваются путём выбора рациональных (варьирующихся от назначения судна) основных проектировочных параметров (тяговооружённости, удельной нагрузки на крыло и так далее), а также за счёт различных конструктивных решений, таких как использование механизации крыла, тормозных парашютов, реверса тяги, тормозов самолёта, в особых случаях — ускорителей.